# Guy Louis de Durfort
Guy Louis de Durfort (* 18. Februar 1714; † 10. Dezember 1775 in Paris) war ein französischer Adliger und Militär.

## Leben
Louis de Durfort war ein jüngerer Sohn von Guy Nicolas de Durfort (1683–1758), Duc de Quintin, 1702 2. Duc de Lorges, und Geneviève Chamillart (1685–1714). Sein Großvater väterlicherseits war Guy Aldonce de Durfort (1630–1702), 1691 Duc de Lorges-Quintin, Marschall von Frankreich, sein Großvater mütterlicherseits war der Minister Michel Chamillart (1652–1721); zudem war er der jüngere Bruder von Guy Michel de Durfort (1704–1773), 1728 Duc de Quintin, 1733 Duc de Randan, 1758 3. Duc de Lorges, 1768 Marschall von Frankreich, genannt le Maréchal de Randan.

### Polnischer Thronfolgekrieg
Louis de Durfort begann seine militärische Laufbahn unter dem Namen Chevalier de Lorges. Mit einem Auftrag vom 2. Februar 1727 ließ er eine Kompanie im Régiment de Cavalerie de Lorges (später de Randan) aufstellen, in dem sein Bruder zu dieser Zeit Mestre de camp war, und diente in diesem Jahr dann im Feldlager an der Sambre. Im Oktober 1733 zog er mit diesem Regiment auf den italienischen Schauplatz des Polnischen Thronfolgekriegs und kämpfte von November 1733 bis Februar 1734 bei der Eroberung des Herzogtums Mailand.
Als Colonel-Lieutenant im Régiment Royal La Marine kämpfte er innerhalb der Rheinarmee im Oktober 1734 bei Ettlingen und bei der Belagerung von Philippsburg (1734). Sein Dienst hier endete mit dem Friedensschluss im Oktober 1735.
Anlässlich seiner Heirat nahm er im Februar 1737 den Namen Comte de Lorges an.

### Österreichischer Erbfolgekrieg
1742 diente er in der Flandernarmee unter Marschall de Noailles bei der Grenzsicherung. Am 20. Februar 1743 wurde er zum Brigadier befördert und am 1. April 1743 der Rheinarmee des Marschalls de Noailles zugeordnet. Er kämpfte in der Schlacht bei Dettingen (27. Juni 1743) und beendete das Jahr im Niederelsass. Im Jahr 1744 nahm er unter dem Oberbefehl des Königs an der Belagerungen von Menen, Ypern und Veurne teil. Im Juli wurde er dem Marschall von Sachsen unterstellt und beendete den Feldzug im Feldlager bei Kortrijk.
Am 18. Februar 1745 wurde er einer der sechs Menins, die dem Dauphin Louis Ferdinand zugeordnet waren. Am 1. April 1745 wurde er wieder in die Flandernarmee einberufen und am 1. Mai 1745 durch ein Brevet zum Maréchal de camp befördert. Am 11. Mai kämpfte er (noch als Brigadier) in der Schlacht bei Fontenoy, dann bei der Belagerung von Tournai (25. April bis 19. Juni 1745). Die Ernennung zum Maréchal de camp erfolgte dann am 1. Juni, woraufhin er das Kommando seines Regiments aufgab. Als Maréchal de camp diente er noch bei der Belagerung der Zitadelle von Tournai, dann bei der Belagerungen von Oudenaarde (16. bis 22. Juli), Dendermonde und Ath (26. September bis 8. Oktober).
Am 1. Mai 1746 wurde er erneut in die Flandernarmee einberufen und nahm nun an den Belagerungen von Mons (die bereits im Jahr zuvor begonnen hatte), Charleroi und Namur teil, und kämpft am 11. Oktober 1746 in der Schlacht bei Roucourt.
Am 1. Mai 1747 wurde er in die Niederlande-Armee einberufen, die unter dem Oberbefehl des späteren Marschalls Louis-Georges-Erasme de Contades stand. Jetzt nahm er an der Belagerungen der Festung Liefkenshoek (Antwerpen), La Perle, Hulst und Axel teil und kämpfte am 2. Juli 1747 in der Schlacht bei Lauffeldt. Im Dezember des gleichen Jahres wurde er Gouverneur des bretonischen Redon ernannt.
Am 15. April 1748 wurde er erneut einberufen und sofort bei der Belagerung von Maastricht (15. April bis 7. Mai 1748) eingesetzt. Ab 10. Mai diente er als Lieutenant-général des Armées du Roi. Die Beförderung selbst erfolgte dann im Dezember.
In den Jahren 1753 und 1754 befand er sich im Feldlager von Gray unter dem Kommando seines Bruders.

### Siebenjähriger Krieg
Nach Ausbruch des Siebenjährigen Krieges 1756 schickte ihn der König am 1. März 1757, am 25. April traf er in Düsseldorf ein und diente zuerst in den Einheiten des Prince de Soubise, wurde dann mit einer Grenadierkompanie und 200 Reitern zur Belagerung von Bielefeld entsandt, das bei seiner Ankunft bereits gefallen war. Dann schloss er sich der Armee des Marschalls Le Tellier an, unter dessen Kommando er in der Schlacht bei Hastenbeck (26. Juli 1757) kämpfte. Danach kehrte er in die Armee des Prince de Soubise zurück, diente an den Grenzen Sachsens und wurde mit drei Kavallerie- und einer Dragonerbrigade, eingesetzt, um die Bewegungen zu beobachten und im Land Verpflegung zu beschaffen. Am 5. November 1757 nahm er an der Schlacht bei Roßbach teil. Im Winter war er der Kommandant von Hanau.
Am 23. Juni 1758 nahm er unter dem Kommando des Comte de Clermont an der Schlacht bei Krefeld teil; er beendete den Feldzug unter dem Kommando Contades‘, der in der Defensive blieb.
Am 1. Mai 1759 wurde er als Lieutenant du Roi commandant en Chef in die Provinz Guyenne gesandt, wo er unter dem Befehl des Gouverneurs Louis François Armand de Vignerot du Plessis stand bzw. in dessen Abwesenheit er selbst den Oberbefehl hatte. Am 21. April 1759 wurde er durch ein Brevet zum Herzog ernannt und nahm am gleichen Tag den Titel „Duc de Lorges“ an.

## Ehe und Familie
Louis de Durfort heiratete am 26. Februar 1737 Marie Marguerite Reine Butault de Marsan, testierte 1. April 1789, Tochter von Jacques Joseph Butault, Seigneur de Marsan-en-Bretagne, und Marie Françoise Le Jacobin, Dame de Keramprat. Ihre Kinder waren:
- Guyonne Marguerite Philippine (* 26. Dezember 1739; † 1806); ⚭ 30. Januar 1754 Renaud César Louis de Choiseul († 5. Dezember 1791), Duc de Praslin, Pair von Frankreich, 1781 Seigneur de Randan
- Guy Augustin (* 30. August 1740; † 19. Februar 1754), Vicomte de Lorges
- Adélaïde Philippine (* 16. September 1744; † 13. Dezember 1819); ⚭ 22. Mai 1762 Jean Laurent de Durfort-Civrac († 4. Oktober 1826), 1762 Duc de Quintin, 1774 Duc de Quintin-Lorges, Pair von Frankreich
- Guy Sébastien (* 10. Januar 1751; † 24. Juli 1753) dit le Comte de Durfort